# Diecéze drážďansko-míšeňská
Diecéze drážďansko-míšeňská či Diecéze Drážďany-Míšeň (latinsky Dioecesis Dresdensis-Misnensis, německy Bistum Dresden-Meißen, hornolužickosrbsky Biskopstwo Drježdźany-Mišno), do roku 1979 diecéze míšeňská, je diecéze římskokatolické církve se sídlem v Drážďanech. Diecéze byla obnovena v roce 1921. Hlavním chrámem diecéze je od své rekonstrukce roku 1980 katedrála Nejsvětější Trojice v Drážďanech, která byla postavena za kurfiřta Fridricha Augusta II. v letech 1739–1751. Konkatedrálou je katedrála sv. Petra v Budyšíně. Patronem diecéze je sv. Benno z Míšně. Dalšími diecézními patrony jsou sv. Donát z Arezza a sv. Afra z Augsburgu. 

## Území diecéze
Území diecéze zahrnuje téměř celé území Svobodného státu Sasko (kromě bývalých pruských částí Horní Lužice a jihovýchodní části bývalé pruské provincie Sasko). Kromě toho patří k diecézi i část Svobodného státu Durynsko, konkrétně území bývalých durynských malých zemí:
- Vévodství sasko-altenburské (Altenburg, Eisenberg, Kahla, Ronneburg, Rositz, Schmölln, Stadtroda)
- Knížectví Reuß jüngerer Linie (Gera, Bad Lobenstein, Schleiz)
- Knížectví Reuß älterer Linie (Greiz, Zeulenroda-Triebes)

## Struktura diecéze
Drážďansko-míšenská diecéze je sufragánní diecézí berlínské arcidiecéze a je rozdělena do osmi děkanátů:
1. Děkanát Budyšín (Bautzen)
2. Děkanát Chemnitz
3. Děkanát Drážďany (Dresden)
4. Děkanát Gera
5. Děkanát Lipsko (Leipzig)
6. Děkanát Míšeň (Meißen)
7. Děkanát Plavno (Plauen)
8. Děkanát Zwickau

## Historie
Dějiny diecéze před reformací viz: Míšeňské biskupství
Stará míšeňská diecéze byla založena v roce 968. V průběhu reformace katolická diecéze v roce 1581 v jádru svého území v Saském kurfiřtství spolu s Míšní přestala existovat. Pouze na území míšeňské diecéze v Horní a Dolní Lužici místní panovník neutiskoval katolíky a církev, protože Lužice byla v té době stále ještě českým královským lénem katolických císařů. 
Poslední biskup starého míšeňského biskupství Johann IX. von Haugwitz jmenoval Johanna Leisentrita diecézním správcem lužické diecéze se sídlem v Budyšíně. Jeho snaha o zřízení diecéze Bautzen, která by zahrnovala pouze oblast Lužice v bývalé míšeňské diecézi, ztroskotala. 

### Apoštolská prefektura Míšeň
V roce 1567 Svatý stolec osamostatnil lužickou diecézi jako míšeňskou apoštolskou prefekturu (Apostolische Präfektur Meißen) s prefektem Johannem Leisentritem. Z hlediska kanonického práva je apoštolská prefektura biskupstvím „na zkoušku“.
Podle polohy nebo sídla se prefektura nazývala také Apoštolská prefektura Lužice nebo Apoštolská prefektura Budyšín. Císařský panovník se jen málo snažil zabránit šíření reformace v Lužici, kterou s různým úspěchem podporovaly regionální stavy. Když v roce 1635 připadla Lužice luteránskému kurfiřtství v Sasku, zavázalo se v předávací smlouvě (Traditionsrezess), že nebude měnit náboženské poměry. Vestfálský mír z roku 1648 navíc zavazoval všechny smluvní státy včetně kurfiřtského Saska, aby se na nově získaných územích nedotýkaly konfesijního stavu, který existoval v referenčním roce 1624.
Po pruské anexi Dolní Lužice a východní, dnes slezské Horní Lužice, přidělil Svatý stolec v roce 1821 tamní prefekturu – tehdy jen se dvěma farnostmi v Neuzelle a Wittichenau – knížecímu biskupství ve Vratislavi (Breslau). Od té doby se pro zbývající území ustálil název Apoštolská prefektura (saské) Horní Lužice. 

### Nová míšeňská diecéze

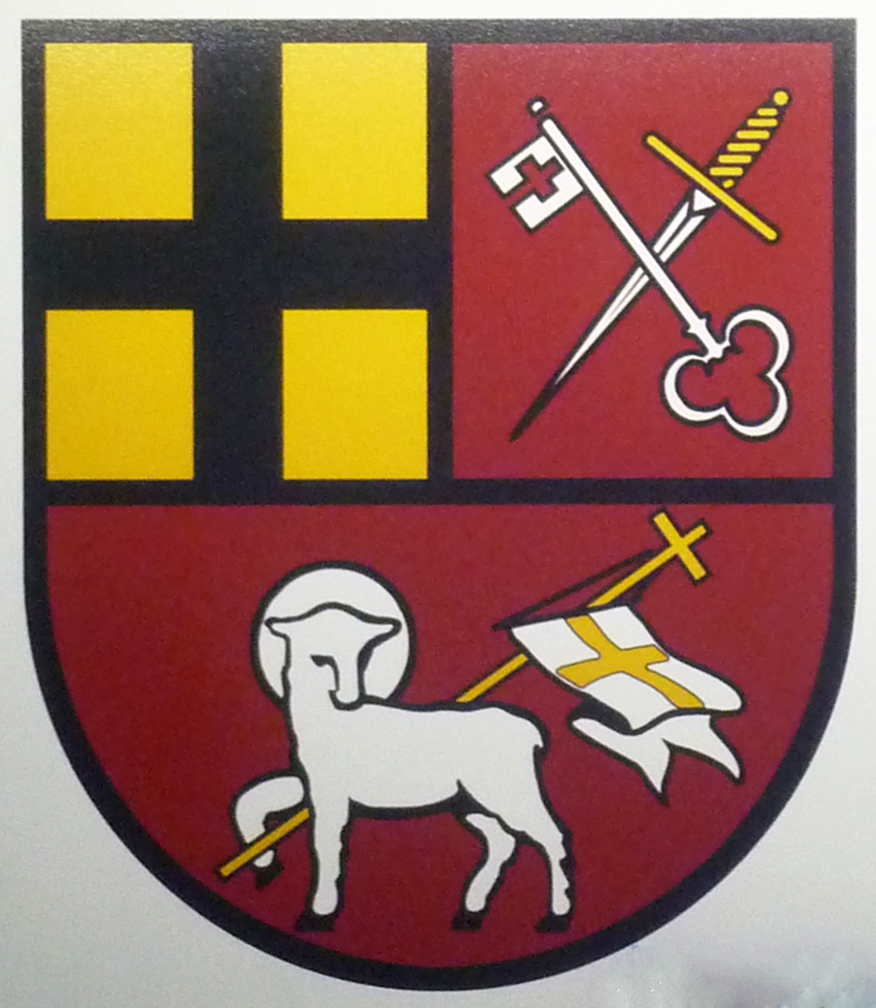
Znak diecéze drážďansko-míšeňské složený z erbů předreformačních diecézí Merseburg, Naumburg-Zeitz a Míšeň

24. června 1921 povýšil papež Benedikt XV. apoštolskou konstitucí Sollicitudo omnium ecclesiarum míšeňskou apoštolskou prefekturu na novou míšeňskou diecézi, přičemž sídlo prefektury v Budyšíně zůstalo biskupským sídlem. Apoštolský vikariát v saských dědičných zemích (Apostolische Vikariat in den Sächsischen Erblanden) se sídlem v Drážďanech, který kromě zbytku Saska zahrnoval i Sasko-Altenbursko a Reuß ältere a jüngere Linie Reußu, byl současně zrušen a jeho území bylo začleněno do nové míšeňské diecéze. Míšeňská diecéze tehdy zahrnovala asi 50 tisíc katolíků v 65 farnostech.
V roce 1923 se v klášteře sv. Marienstern konala první diecézní synoda, na níž byla přijata především usnesení o organizaci farností a diecézní správy. V době nacionálního socialismu malá diecéze velmi trpěla útoky zvláště antiklerikálního saského nacistického vedení, ačkoli se aktivně zapojilo do odboje jen několik katolíků. Tři kněží diecéze zahynuli v koncentračních táborech.
Po roce 1945 se počet katolíků žijících v míšeňské diecézi více než zdvojnásobil díky uprchlíkům z bývalých německých sídelních oblastí na východě a jihu mimo Sasko. Díky tomu vzniklo mnoho nových farností a kaplanství. V diecézi východně od Nisy zanikly čtyři katolické farnosti, jejichž většina farníků byla vysídlena Poláky. 24. ledna 1948 předal biskup Petrus Legge jurisdikci pro polskou anektovanou diecézi apoštolskému administrátorovi pro nyní polskou arcidiecézi Breslau Karolu Milikovi, který o to usiloval od dubna 1946. Při novém vymezení diecézních hranic v roce 1972 se míšeňské diecézní území v Polsku stalo součástí vratislavské arcidiecéze, která byla současně se správou polského vratislavského diecézního území zmenšena o apoštolskou administraturu v Görlitz.
V roce 1969 svolal biskup Otto Spülbeck druhou diecézní synodu, pro kterou získal od papeže Pavla VI. papežský dispens, který poprvé umožnil účast laiků na diecézní synodě. Církevní shromáždění přijalo různá usnesení k realizaci záměrů II. vatikánského koncilu na diecézní úrovni. V Berlínské biskupské konferenci narazily tyto progresivní záměry na odpor mnoha biskupů. Když však Spülbeck v roce 1970 náhle zemřel, dovedl synodu do konce jeho nástupce Gerhard Schaffran.

### Změna sídla a názvu – Diecéze drážďansko-míšenská
Dne 15. listopadu 1979 byl název diecéze změněn na Dresden-Meissen a následujícího roku, 25. března 1980, biskup Gerhard Schaffran přenesl biskupský stolec do Drážďan.
Od svého obnovení v roce 1921 byla diecéze exemptní, tj. přímo podřízená Svatému stolci, až do roku 1994, kdy ji papež Jan Pavel II. apoštolskou konstitucí Certiori christifidelium přiřadil k nově vytvořené církevní provincii Berlín.
Podle článku 14 říšského konkordátu z roku 1933, který platí do současnosti, se obsazování biskupského stolce řídí ustanoveními bádenského konkordátu z roku 1932.

### Strukturální procesy
První strukturální proces „Farnosti v pohybu“ („Gemeinden im Aufbruch“) dokončil biskup Joachim Reinelt v roce 2002. Tímto procesem se výrazně snížil počet farností ze 165 na 97 a počet děkanátů ze 14 na 9.
V roce 2014 inicioval biskup Heiner Koch proces pastoračního zkoumání „Povolání k eucharistické církvi“ („Berufen zur eucharistischen Kirche“). Tento proces zasahuje do pastoračních a správních struktur diecéze. Cílem je, aby se do diecézního jubilea v roce 2021 všechny farnosti sloučily do nových, větších farností. Jako předběžný a mezikrok k novému založení větší farnosti byla založena takzvaná „společenství odpovědnosti“ („Verantwortungsgemeinschaften“) – sdružení několika farností.

## Biskupové
Hlavní článek: Seznam biskupů Míšně a Drážďan
Do června 2015 zastával post biskupa Heiner Koch, který vystřídal Joachima Reinelta. Od srpna 2016 je diecézním biskupem Heinrich Timmerevers.

## Církevní zařízení

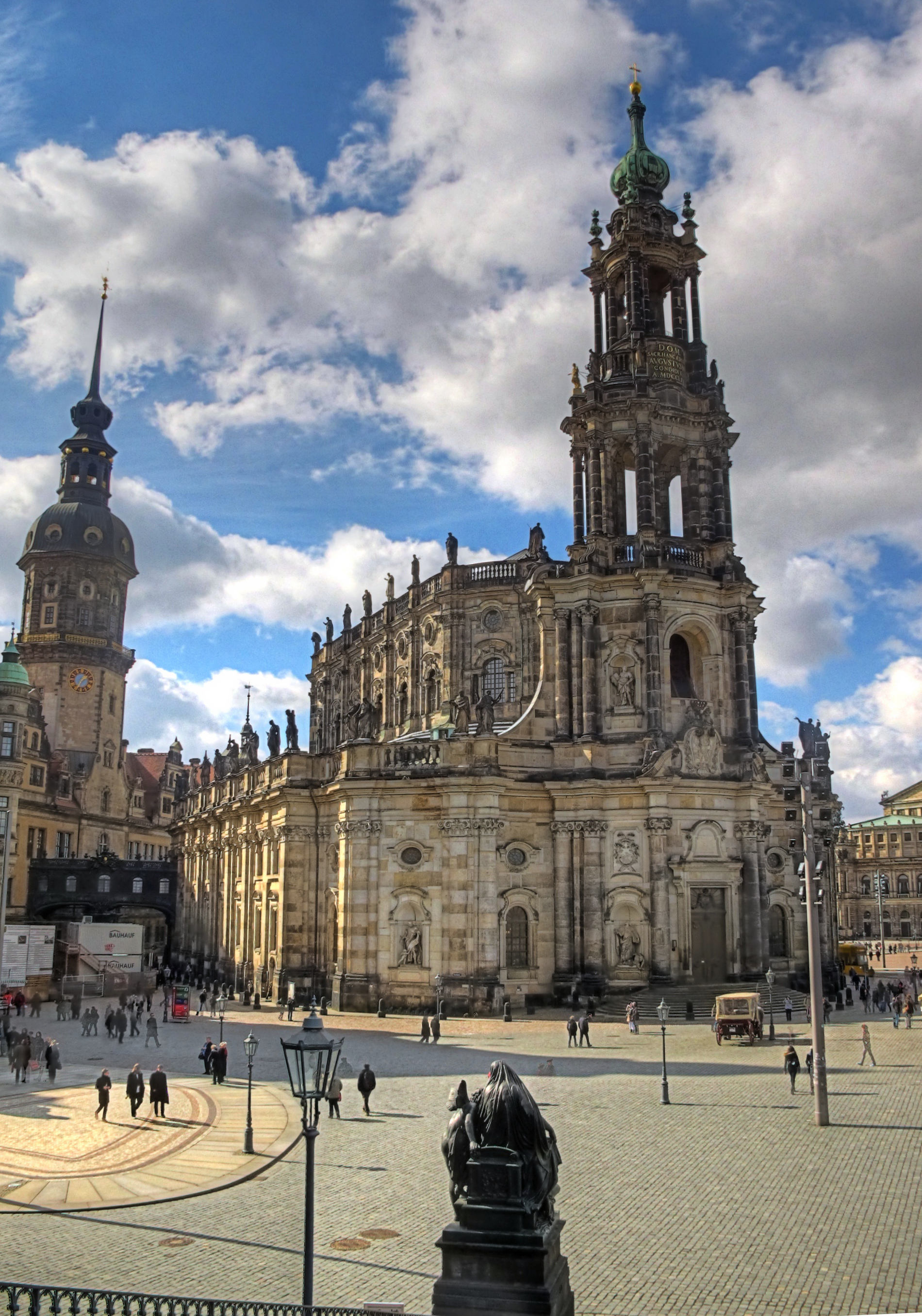
Katedrála Nejsvětější Trojice v Drážďanech

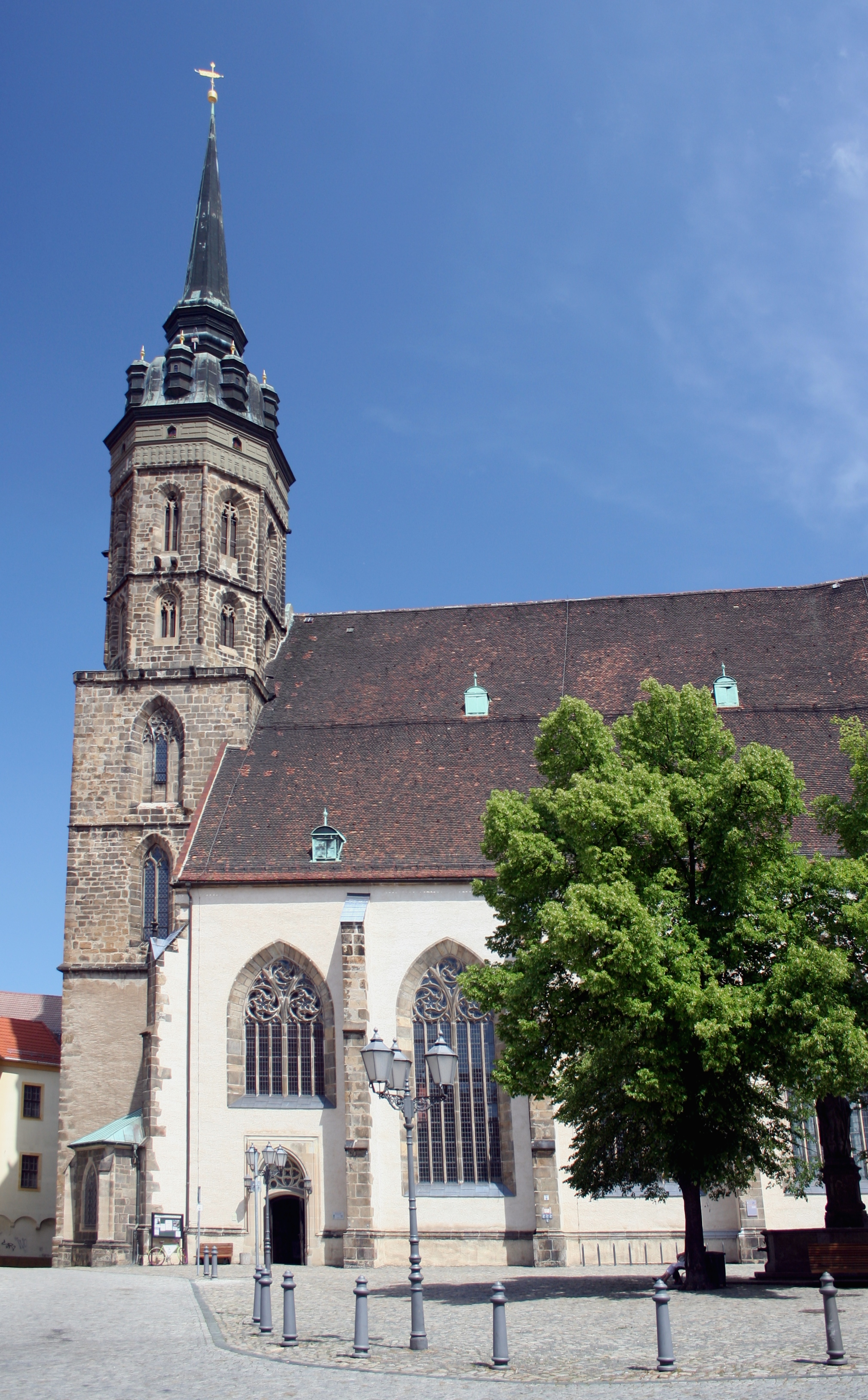
Konkatedrála sv. Petra v Budyšíně

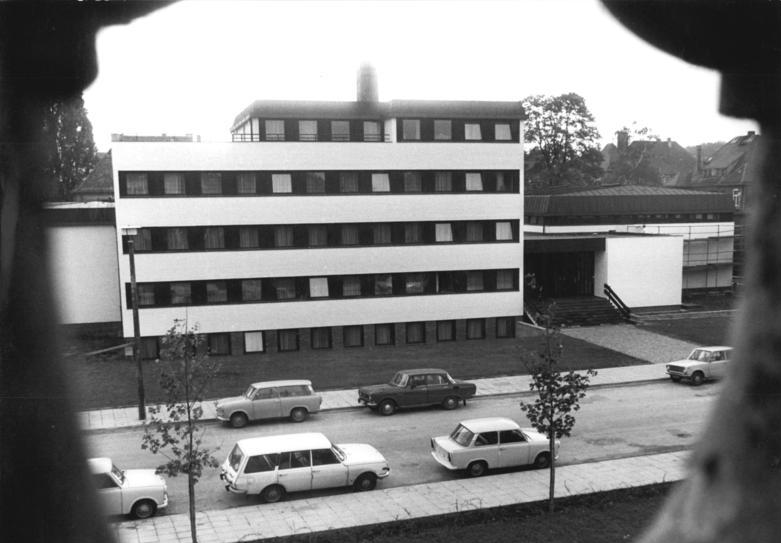
Budova ordinariátu v Drážďanech (1980)

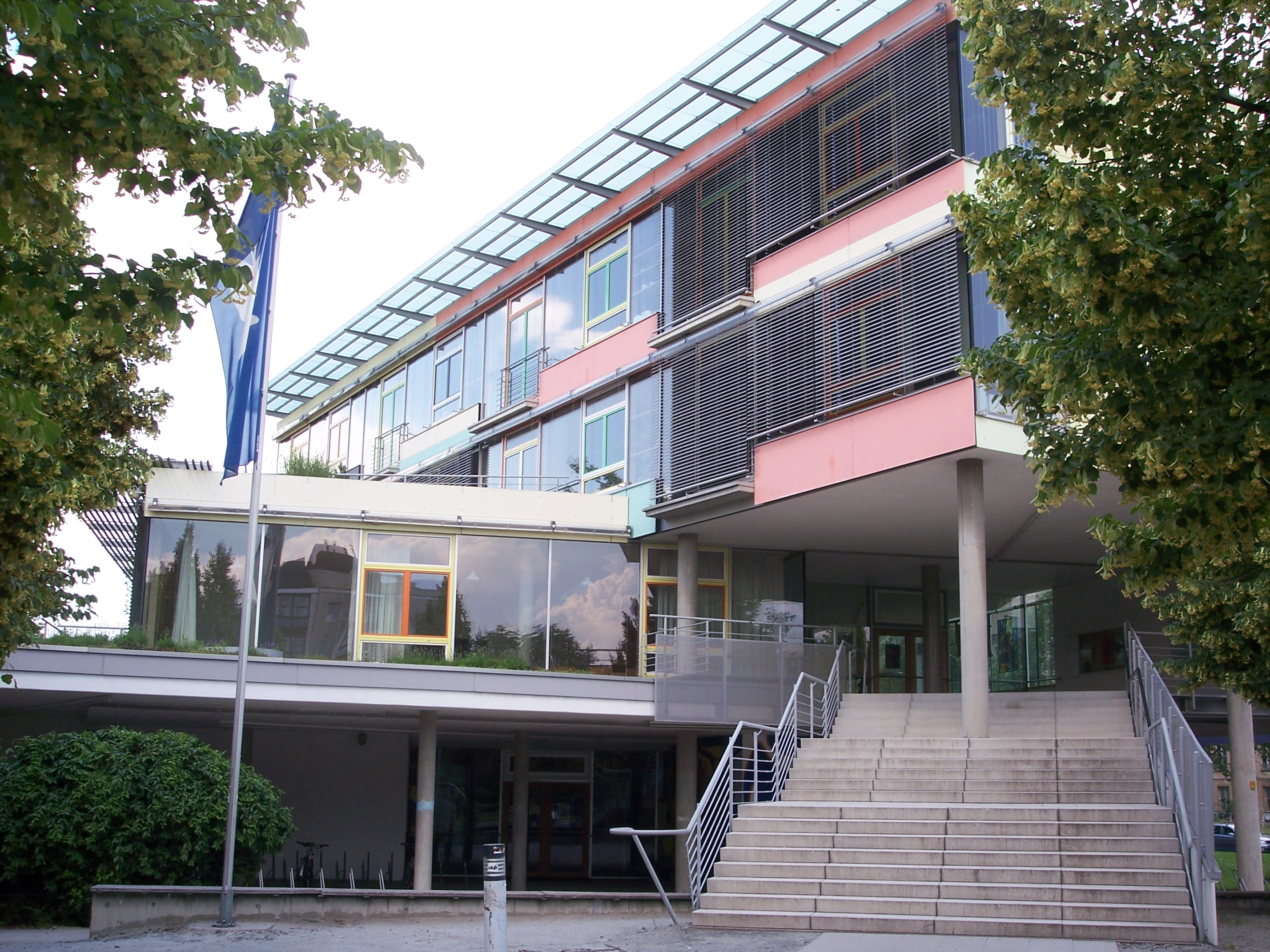
Gymnázium sv. Benna v Drážďanech

### Kostely
- Katedrála Nejsvětější Trojice v Drážďanech
- Katedrála svatého Petra v Budyšíně
- Kostely drážďansko-míšeňské diecéze

### Kláštery
- Klášter Marienstern (cisterciácké mnišky)
- Klášter Marienthal (cisterciácké mnišky)
- Klášter Wechselburg (benediktini)
- Klášter sv. Alberta v Lipsku (dominikáni)
- Klášter Goppeln u Drážďan (Nazaretské sestry sv. Františka)
- Klarisky věčné adorace v Budyšíně
- Obláti (OMI) ve Zwickau

### Katolické univerzitní komunity
- KSG Chemnitz
- KSG Drážďany Tomáš Akvinský
- Studentská komunita Freiberg
- KSG Leipzig
- Studentská komunita Mittweida
- Studentská komunita Zwickau

### Poutní místa
- Poutní kostel Rosenthal
- Poutní kostel Wechselburg

### Vzdělávací a konferenční centra
- Vzdělávací centrum Schmochtitz St. Benno
- Haus HohenEichen (jezuitský exerciční dům) v Drážďanech
- Školicí středisko pro mládež Winfriedhaus ve Schmiedebergu
- Centrum dalšího vzdělávání Diecézní charity v Seelingstädtu

### Školy
- Gymnázium sv. Benna v Drážďanech
- Peter Breuer Gymnázium Zwickau
- Biskupské Maria-Montessori-Schulzentrum v Lipsku (základní škola, střední škola, gymnázium, mimoškolní péče)
- Základní škola Maria-Montessori v Budyšíně